# Veliko Laole
Veliko Laole es un pueblo ubicado en la municipalidad de Petrovac, en el distrito de Braničevo, Serbia.

## Superficie
Posee una superficie de 26.90 kilómetros cuadrados.

## Demografía
Hasta 2011 la población era de 1735 habitantes, con una densidad de población de 64,50 habitantes por kilómetro cuadrado.